# Gotlands runinskrifter 181
G 181 är en vikingatida (mitten av 1000-talet) bildsten med runinskrift av kalksten i Sanda kyrka, Sanda socken och Gotlands kommun. Nu i Statens Historiska Museum.

## Inskriften
Translitterering av runraden:
: roþuisl : aug : farborn : auk : kunborn :
Normalisering till runsvenska:
Hroðvisl ok Farbiorn ok Gunnbiorn.
Översättning till nusvenska:
Rodvisl och Farbjörn och Gunnbjörn.